# Евсхимон Лампсакијски
Свети Евсхимон је био епископ лампсакијски. У време иконобораца гоњен је и затваран. Умро је у време цара Теофила иконоборца (829-842).
Као млад се замонашио, и поста свештеник. Као заштитник поштовања светих икона ухапшен је од стране иконоборачког цара Теофила и бачен је у тамницу. Тамо је својим проповедима приволео тамничке стражаре да молитвено поштују свете иконе. 
Умро је мирно, и после смрти није престао чинити безбројна чудеса.
Српска православна црква слави га 14. марта по црквеном, а 27. марта по грегоријанском календару.